# Karlsbrücke
Die Karlsbrücke (tschechisch Karlův most Ausspracheⓘ); ist eine im 14. Jahrhundert errichtete, historisch bedeutsame Brücke über die Moldau in Prag, die die Prager Altstadt am rechten Ufer mit der Kleinseite am linken verbindet. Sie ist die älteste erhaltene Brücke über den nordwärts fließenden Fluss Moldau und eine der ältesten Steinbrücken Europas. Die Brücke erhielt ihren heutigen Namen nach Kaiser Karl IV. erst im Jahr 1870, sie gilt als Wahrzeichen der Stadt und gehört zu den Nationalen Kulturdenkmälern. Über die Brücke führte der Krönungsweg der böhmischen Könige.

## Geschichte

### Vorläuferbauten und die Errichtung der heutigen Brücke

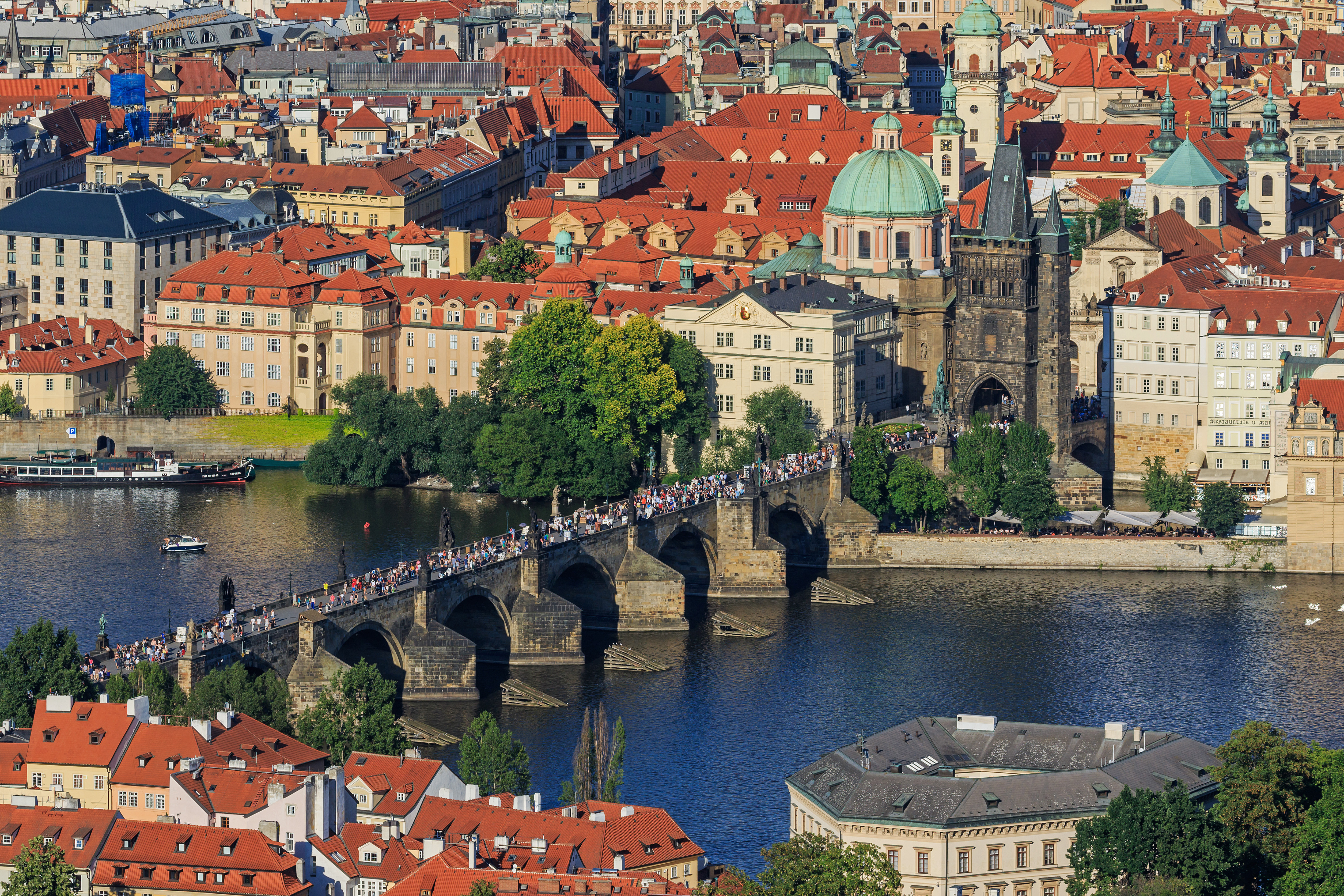
Blick vom Aussichtsturm Petřín

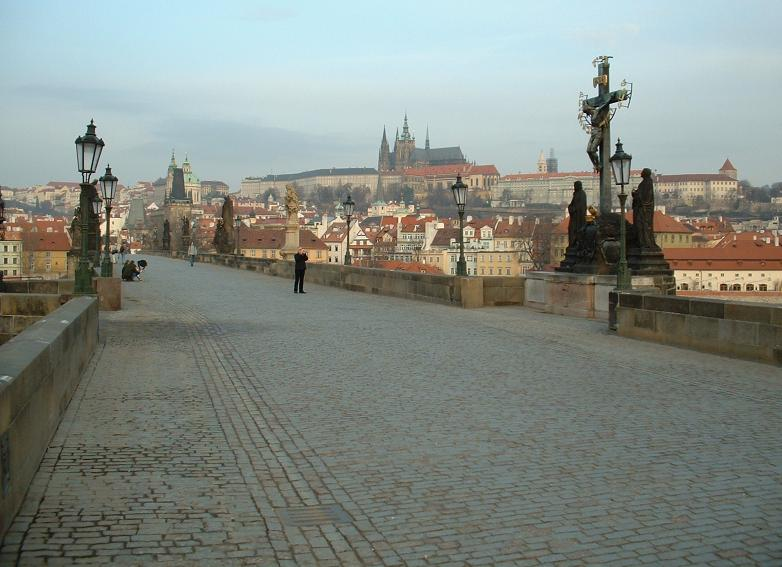
Blick im Morgengrauen von Osten auf die Karlsbrücke und die Prager Burg

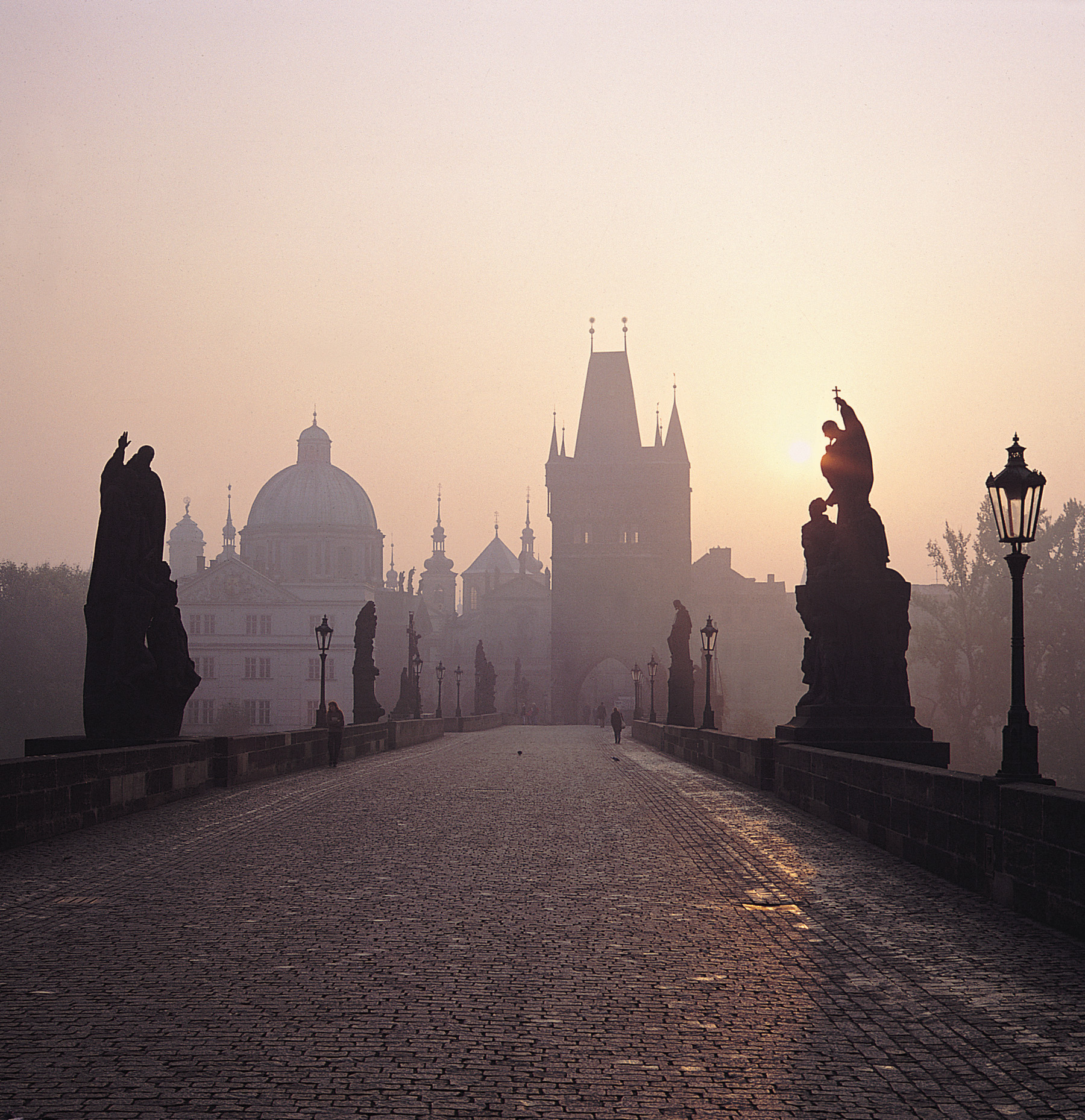
Menschenleere Karlsbrücke am Morgen

Als Übergang über die Moldau diente zunächst eine Furt, vermutlich seit dem 9. Jahrhundert ergänzt durch Floßverkehr. Eine hölzerne Brücke wurde erstmals im 10. Jahrhundert durch den Gesandten des Kalifen von Córdoba, Ibrahim ibn Yaqub, erwähnt. Die Holzbrücke wurde wiederholt beschädigt und 1157 oder 1158 endgültig durch ein Hochwasser zerstört. Zwischen 1158 und etwa 1170 entstand die erste Prager Steinbrücke im romanischen Stil, die Judithbrücke (Juditin most, benannt nach Judith von Thüringen, der Frau des Herzogs Vladislav II.). 1342 wurde auch diese durch das Magdalenenhochwasser zerstört. Unzerstört blieben einer der beiden Brückentürme auf der Kleinseite, ein Torturm (der später in das Malteserkloster, St. Maria unter der Kette  einbezogen wurde) sowie einige Pfeiler und Brückenbögen, die in Wohngebäude auf der Kleinseite integriert wurden.
Die Grundsteinlegung der Karlsbrücke erfolgte 1357 durch Kaiser Karl IV. Nach unterschiedlichen Quellen war die Feier entweder am 15. Juni (Fest des Heiligen Vitus) oder am 9. Juli, dem neunten Tag des siebten Monats um 5:31 Uhr, so dass der Termin sich mit einer regelmäßigen Folge von ungeraden Zahlen wiedergeben lässt: 1-3-5-7-9-7-5-3-1.
Kleinere und größere Flutwellen und schwerer Eisgang bedrohten die Brücke im Verlauf ihrer Geschichte immer wieder, zuletzt im Jahr 1872/74, als fünf Pfeiler schwer beschädigt wurden.
1890 stürzten bei einer weiteren Flut zwei Pfeiler durch treibende Baumstämme ein. Die Reparaturen standen unter der Leitung von Josef Hlávka und dem Wiener Professor Franz von Rziha. Sie zogen sich über zwei Jahre hin.

### Baumeister und Baumaterialien

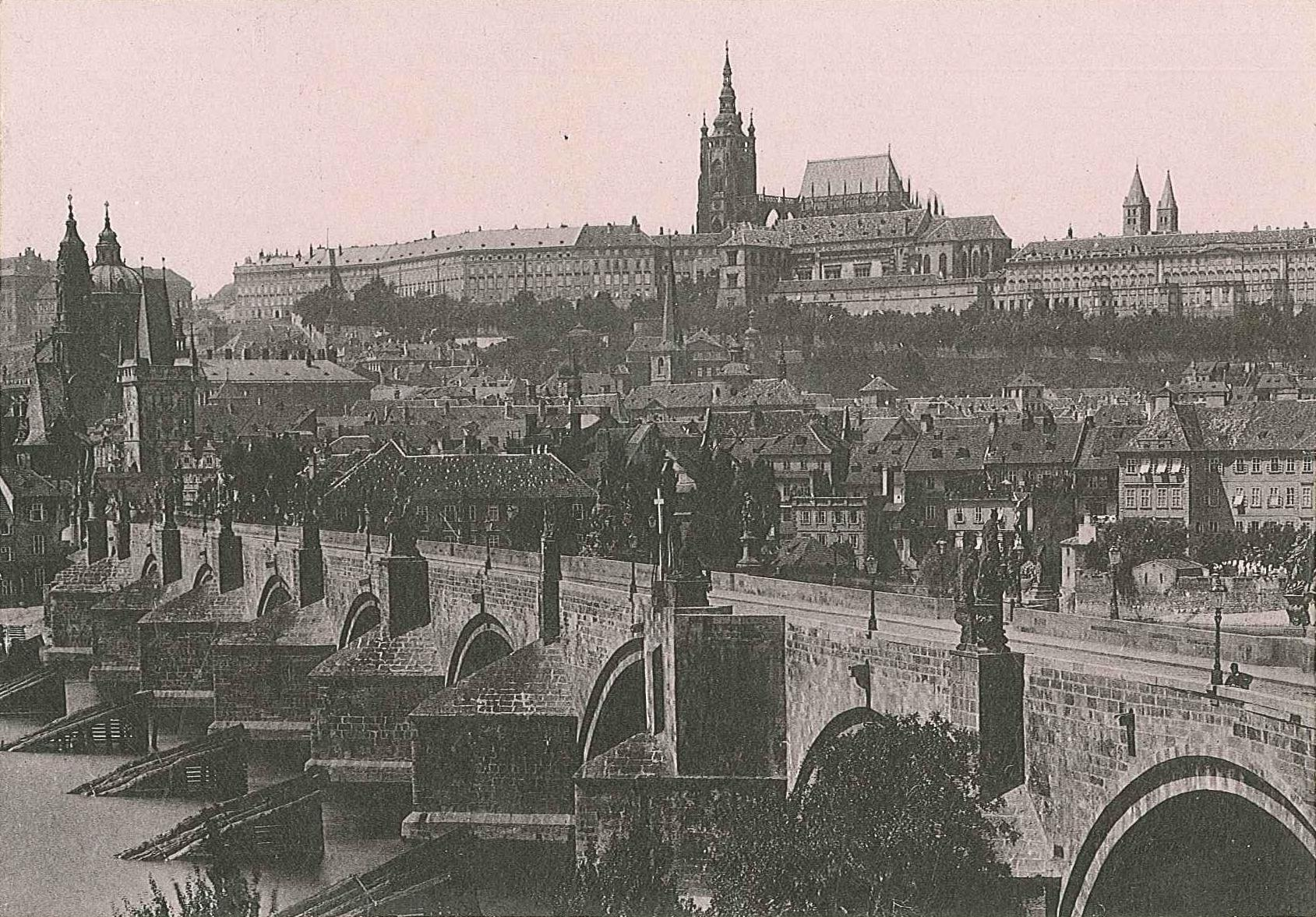
Karlsbrücke um 1880

Der Baumeister der Karlsbrücke ist nicht sicher belegt. Lange wurde angenommen, sie sei ein Werk von Peter Parler. Doch eine neue Theorie aus dem Jahr 2007 besagt, der Architekt sei ein Prager Steinmetz namens Otto gewesen, auch Otlin genannt. Die Arbeiten an der Brücke und an den Türmen standen jedoch unter Leitung von Parler.
Nach dem Vorbild der Steinernen Brücke in Regensburg wurde sie als Bogenbrücke mit 16 Bögen errichtet. Ihre Länge beträgt 516 Meter, ihre Breite rund 10 Meter. Die Bögen sind fast symmetrisch über die gesamte Brückenkonstruktion angeordnet. Als Baumaterial kamen alte Mühlsteine, Granit aus dem Flussbett sowie Sandstein (aus den Steinbrüchen der Kreuzherren mit dem Roten Stern bei Hloubětín) zur Anwendung. Die Überlieferung, der Mörtel sei mit Eiern angereichert worden, um die Stabilität zu erhöhen, wurde nach wissenschaftlichen Materialanalysen anlässlich der Rekonstruktion im Jahr 2008 widersprüchlich beantwortet. Die Beimischung von Quark und Wein als „römischer Mörtel“ konnte jedoch nachgewiesen werden.
Die Steinbrücke verbindet das Altstädter mit dem Kleinseitner Moldauufer. Zwischen spornartig den Fluss teilenden Pfeilern spannen sich einfach getreppte Segmentbögen, die dem Bauwerk einen ruhigen Rhythmus verleihen. Die im Verlauf auffällig gekrümmte Brücke besitzt an ihren Enden in mächtige Tortürme darunter den nach Entwürfen Peter Parlers errichtete Altstädter Brückenturm.mit seiner charakteristischen, in der böhmischen Spätgotik häufig kopierten Silhouette und dem Skulptuenprogramm seiner Ostseite. Die unter einem Rundbogen abgebildeten Figuren zeigen den heiligen Veit, der von Karl Ⅳ. und dessen Sohn Wenzel Ⅳ. flankiert wird.

### Bedeutung der Brücke, Schäden und Umbauten
In der Folgezeit trug die Steinbrücke (Kamenný most) oder Prager Brücke (Pražský most) wesentlich dazu bei, Prag zu einer bedeutenden Station im Handel zwischen West- und Osteuropa zu machen. Für den Schutz der Brücke waren zunächst die Kreuzherren mit dem Roten Stern verantwortlich.
1432 wurden drei Pfeiler der Brücke durch eine Flut beschädigt. Am Ende des Dreißigjährigen Krieges war die Brücke 1648 Schauplatz heftiger Kämpfe, als die schwedischen Truppen von der Kleinseite am Westufer der Moldau aus die Altstadt und die Neustadt Prag von Prag belagerten.
Um 1700 erhielt die Brücke im Wesentlichen ihre heutige Gestalt mit den dreißig barocken Skulpturen symmetrisch zu beiden Seiten. Genau über jedem Bogenpfeiler wurde eine symbolträchtige Figur errichtet.

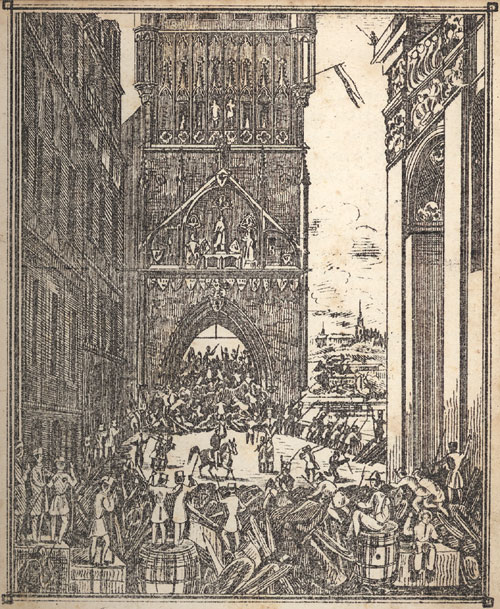
Juni 1848: Barrikadenkämpfe am Brückenturm der „Prager Brücke“ (spätere Karlsbrücke) während des Prager Pfingstaufstands im Revolutionsjahr 1848

Erst 1870 wurde die Brücke offiziell in Karlsbrücke umbenannt. Ab 1883 führte eine Pferdebahn darüber. 1905 wurde die Pferdebahn durch eine Straßenbahn ersetzt, die drei Jahre später Omnibussen wich. Sie war jahrhundertelang die einzige Verkehrsverbindung zwischen den Prager Städten.

### Die Karlsbrücke seit der Mitte des 20. Jahrhunderts

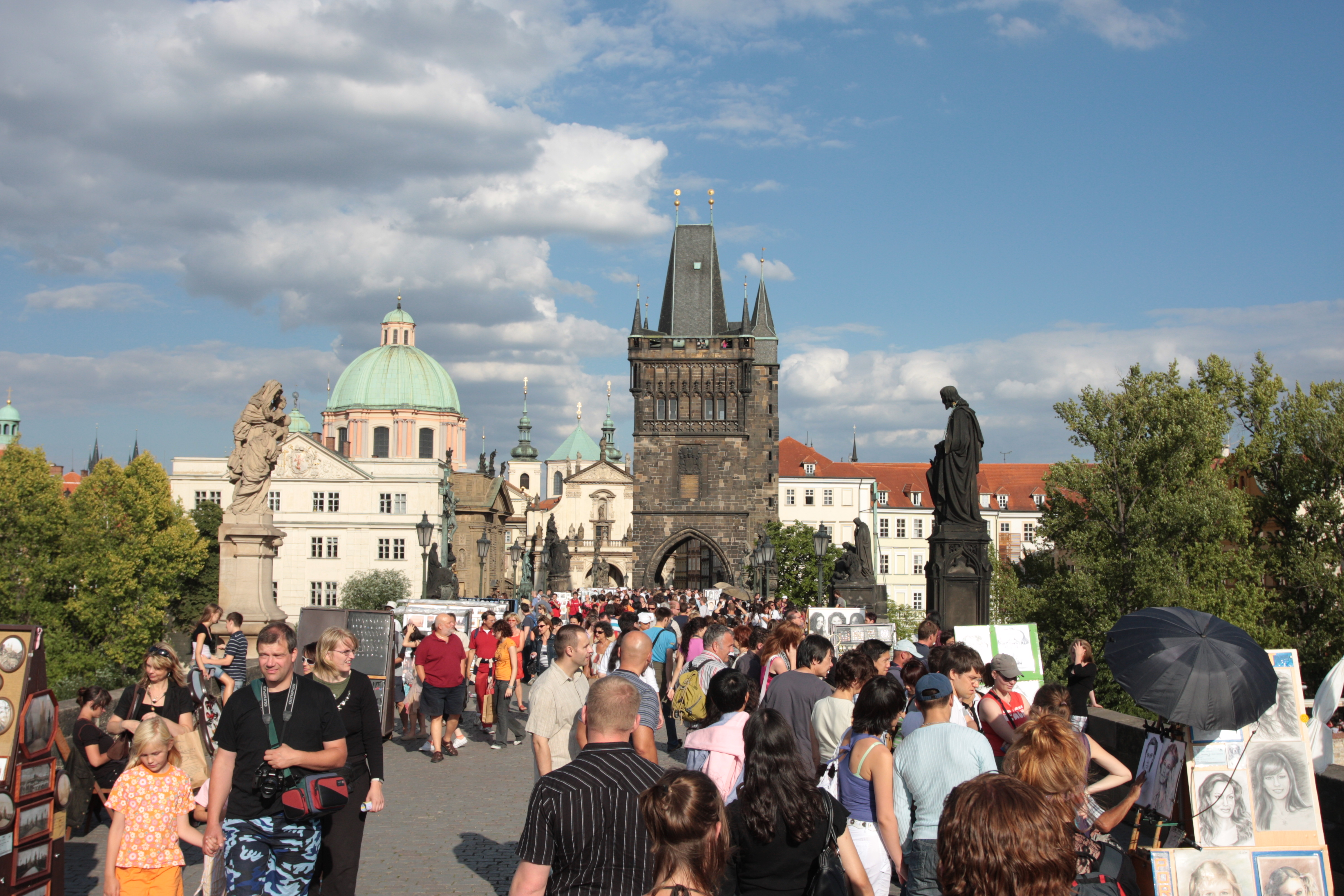
Im Sommer ist die Karlsbrücke ein Touristenmagnet.

Von 1965 bis 1978 erfolgten umfangreiche Sanierungsarbeiten, nachdem bei genaueren Untersuchungen zahlreiche Risse, vor allem hervorgerufen durch Regenwasser und das im Winterdienst eingesetzte Streusalz, festgestellt worden waren. Die Reparaturkosten beliefen sich auf insgesamt rund 50 Millionen Kronen: Sandsteinquader und Granitblöcke mussten ersetzt werden. Anschließend wurde das Brückenbauwerk für jeglichen Fahrzeugverkehr gesperrt. Sie wird von Fußgängern frequentiert, Künstler und Souvenirhändler bieten ihre Produkte hier an, und eine Brücken-Band lässt mehrfach täglich Musik erklingen.
Ab dem Jahr 2007 fanden etappenweise neuere umfangreiche Restaurierungsarbeiten statt, die sich bis nach 2011 hinziehen sollten. Diese Maßnahmen wurden heftig kritisiert, da ein angeblich unqualifiziertes Bauunternehmen beauftragt wurde. 2010 verhängte die Denkmalschutzbehörde der tschechischen Republik gegen die Stadt Prag eine Geldbuße in Höhe von rund 130.000 Euro, weil bei der Renovierung schwere Fehler gemacht worden seien. Unter anderem wurde reklamiert, dass historische Steinquader unnötigerweise zerstört und durch unpassende Nachbildungen ersetzt worden seien. Auch die UNESCO begann, Erkundigungen einzuziehen, da die Karlsbrücke als Teil der Prager Altstadt zum Weltkulturerbe gehört.
Eine im Oktober 2009 gestartete Petition zur Rettung der Karlsbrücke, in der die Einstellung der Rekonstruktion in ihrer derzeitigen Form gefordert wird, wurde von über 43.135 Menschen unterzeichnet (Stand: März 2011).
Bei den Bemühungen, die Brücke in ein angemessenes Licht zu rücken, greift man auf alte Technik zurück: Die elektrische Beleuchtung für die historisierenden Laternen wurde mit Berliner Technik auf Gas umgerüstet und ist seit 11. November 2010 in Betrieb. In Zukunft werden wieder Nachtwächter wie in alten Zeiten auf der Karlsbrücke Gaslaternen ein- und ausschalten.

## Die Statuen auf der Brücke

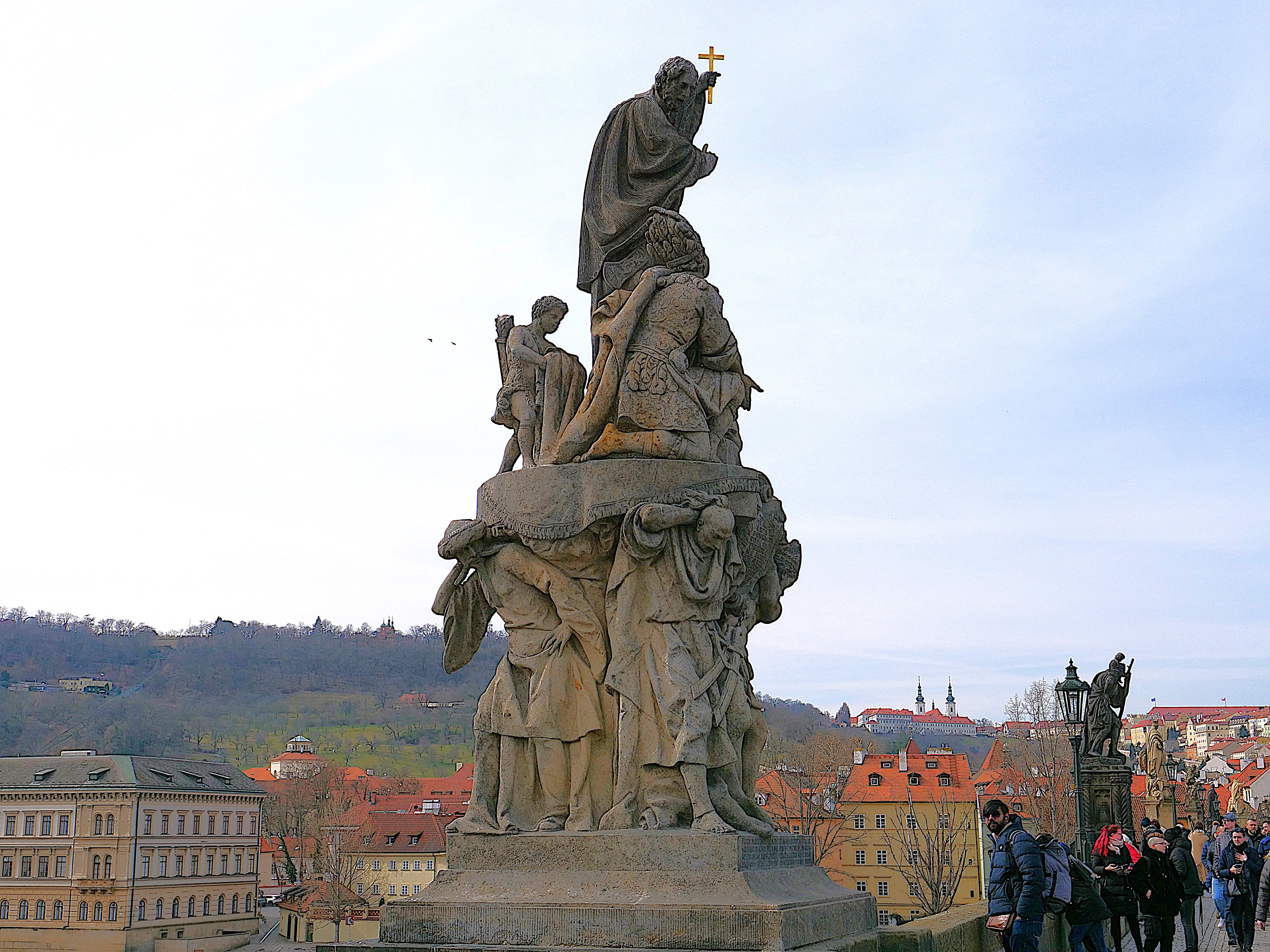
Karlsbrücke mit Franz-Xaver-Skulptur und Fernblick auf das Kloster Strahov

Bei der Einweihung der Karlsbrücke trug diese noch keinerlei Brückenschmuck. Erst nach und nach wurden über den Brückenpfeilern Skulpturen von Heiligen und Patronen aufgestellt, beginnend im Jahre 1629 und vorwiegend im frühen 18. Jahrhundert. Diese stammen aus verschiedenen Bildhauerwerkstätten und sind überwiegend im barocken Stil gehalten. Dazu gehört z. B. die heilige Lutgard von Tongern. Wohl am bekanntesten ist die von Matthias Gottfried Freiherrn von Wunschwitz gestiftete, vom Bildhauer Johann Brokoff um 1683 als Holzmodell geschaffene, von Wolf Hieronymus Herold in Nürnberg gegossene und am 31. August 1693 aufgestellte Bronze-Statue des heiligen Johannes von Nepomuk, der in der Nacht vom 20. auf den 21. März 1393 von der Karlsbrücke gestürzt und in der Moldau ertränkt worden war. Die metallenen Reliefs rechts und links der Statue wurden ebenfalls in Nürnberg gefertigt.
Seit 1965 werden die steinernen Figuren schrittweise durch Repliken ersetzt; die Originale gelangen in das Lapidarium des Nationalmuseums.
Die folgenden Tabelle listet die insgesamt 30 Figuren auf.
| Südseite (stromaufwärts)                                                                                                | Südseite (stromaufwärts)    | Südseite (stromaufwärts) | Südseite (stromaufwärts) | Südseite (stromaufwärts) |
| dargestellte Figur | Jahr der ersten Aufstellung | Bildhauer                | Bemerkung                | Bild                     |
| --- | --------------------------- | ------------------------ | ------------------------ | ------------------------ |
| Heiliger Ivo Hélory von Kermartin                                                                                       | 1711                        | M. B. Braun              | Kopie                    |                          |
| Heiligengruppe Barbara, Margarethe und Elisabeth                                                                        | 1707                        | F. M. Brokoff            |                          |                          |
| Pietà | 1859                        | E. Max                   |                          |                          |
| Heiliger Josef | 1854                        | J. Max                   |                          |                          |
| Heiliger Franziskus Xaverius                                                                                            | 1711                        | F. M. Brokoff            | Kopie                    |                          |
| Heiliger Christophorus                                                                                                  | 1857                        | E. Max                   |                          |                          |
| Heiliger Franziskus von Borgia                                                                                          | 1710                        | F. M. Brokoff            |                          |                          |
| Heilige Ludmila | 1730                        | M. B. Braun              |                          |                          |
| Heiliger Franziskus Seraphikus                                                                                          | 1855                        | E. Max                   |                          |                          |
| Die Heiligen Vinzenz Ferrer und Prokop                                                                                  | 1712                        | F. M. Brokoff            |                          |                          |
| Heiliger Nikolaus von Tolentino                                                                                         | 1708                        | J. F. Kohl               |                          |                          |
| Heilige Lutgard von Tongern                                                                                             | 1710                        | M. B. Braun              |                          |                          |
| Heiliger Adalbert | 1709                        | J. M. Brokoff            | Kopie                    |                          |
| Die Heiligen Johannes von Matha, Felix von Valois und Iwan (mit der Hirschkuh) sowie ein die Christen bewachender Türke | 1714                        | J. M. Brokoff            |                          |                          |
| Heiliger Wenzel | 1858                        | J. K. Böhm               |                          |                          |

| Nordseite (stromabwärts)                                 | Nordseite (stromabwärts)    | Nordseite (stromabwärts)                                                    | Nordseite (stromabwärts) | Nordseite (stromabwärts) |
| dargestellte Figur                                       | Jahr der ersten Aufstellung | Bildhauer                                                                   | Bemerkung | Bild                     |
| -------------------------------------------------------- | --------------------------- | --------------------------------------------------------------------------- | --- | ------------------------ |
| Madonna und Heiliger Bernhard                            | 1708                        | M. W. Jäckel                                                                | |                          |
| Madonna mit den Heiligen Dominikus und Thomas von Aquino | 1708                        | M. W. Jäckel                                                                | Kopie |                          |
| Kruzifix mit Steinstatuen                                | 1629 und 1861               | Modell W. E. Brohn, Guss H. Hillger                                         | |                          |
| Heilige Anna mit Jesuskind                               | 1707                        | M. W. Jäckel                                                                | |                          |
| Die Heiligen Kyrill und Method                           | 1928–1938                   | K. Dvorák                                                                   | Eine frühere Statuengruppe mit dem Heiligen Ignatius wurde vom Hochwasser 1890 beschädigt und in das Lapidarium des Nationalmuseums verbracht. |                          |
| Heiliger Johannes der Täufer                             | 1857                        | J. Max                                                                      | |                          |
| Die Heiligen Wenzel, Norbert und Sigismund               | 1853                        | J. Max                                                                      | |                          |
| Heiliger Johannes Nepomuk                                | 1683                        | Entwurf M. Rauchmüller, Modell J. M. Brokoff, Guss W. H. Herold in Nürnberg | Es ist die älteste Figur auf der Brücke. |                          |
| Heiliger Antonius von Padua                              | 1707                        | J. Mayer                                                                    | |                          |
| Heiliger Judas Thaddäus                                  | 1708                        | J. Mayer                                                                    | |                          |
| Heiliger Augustinus                                      | 1708                        | J. F. Kohl                                                                  | |                          |
| Heiliger Kajetan                                         | 1709                        | F. M. Brokoff                                                               | Kopie |                          |
| Heiliger Filippo Benitius                                | 1711                        | Bernhard Michael Mandl                                                      | |                          |
| Heiliger Veit                                            | 1714                        | F. M. Brokoff                                                               | |                          |
| Die Heiligen Salvator sowie Cosmas und Damian            | 1709                        | J. Mayer                                                                    | |                          |

## Bauwerke zu beiden Seiten
Markant sind die Türme zu beiden Seiten der Brücke, die zu unterschiedlichen Zeiten fertiggestellt wurden.

### Altstädter Brückenturm

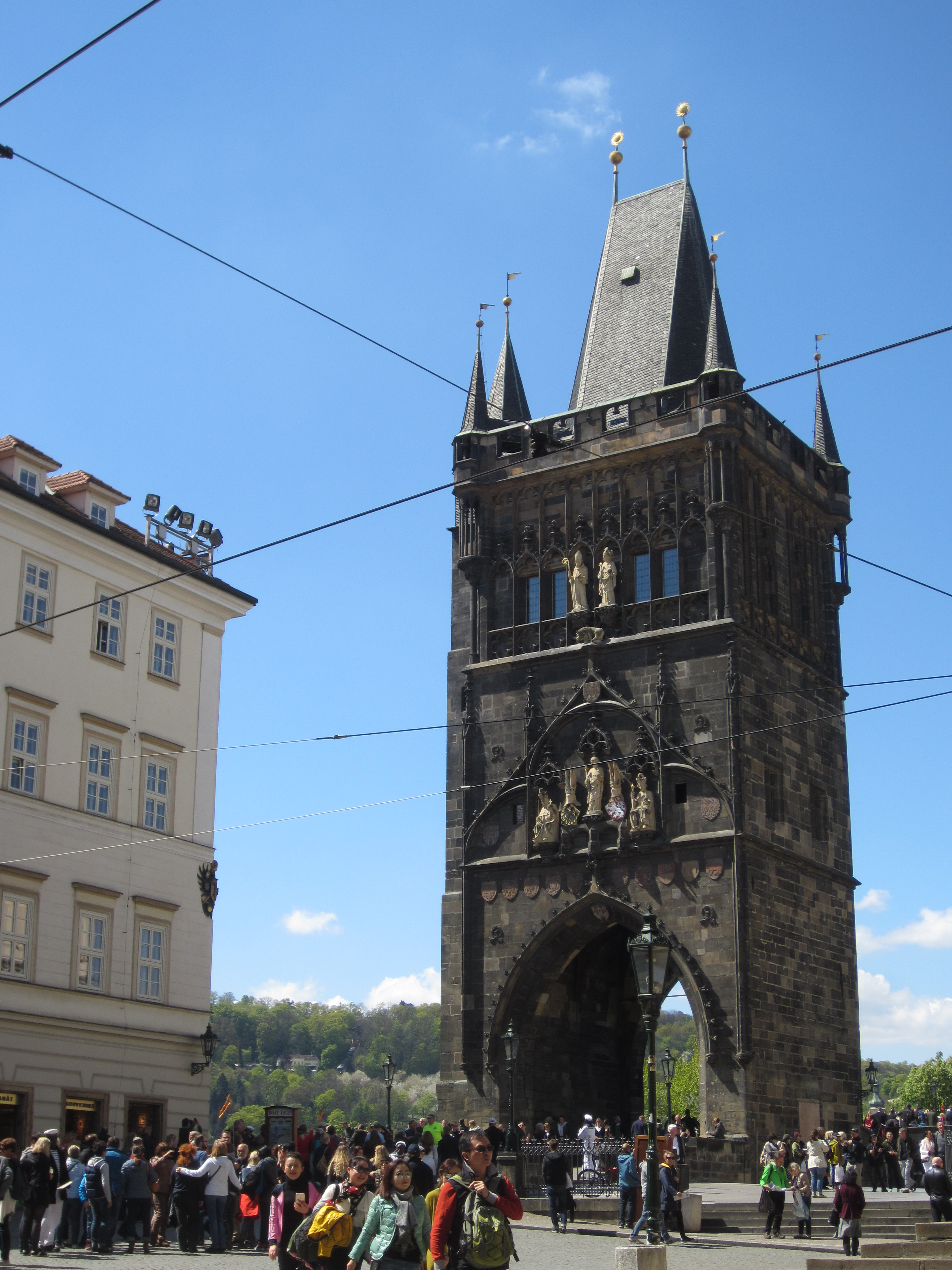
Altstädter Brückenturm

Auf der Altstädter Seite entstand zwischen 1370 und 1380 genau über dem ersten Brückenpfeiler im gotischen Stil der Altstädter Brückenturm, dessen Ostfassade über die Jahrhunderte erhalten blieb. Hier sind die Wappen aller Länder, die zur Zeit des Brückenbaus zum Böhmischen Königreich gehörten, das Wappen des römischen Kaisers, das Wappen des böhmischen Königs sowie ein von einem Schleier umrahmter Eisvogel (ein Symbol für Wenzel IV.) in Sandstein gearbeitet. In Höhe der zweiten Etage des Turmes sind zwei Brückenbögen reliefartig gestaltet, auf denen in der Mitte als Brückenpatron der Heilige Wenzel abgebildet ist. Beidseitig befinden sich die Statuen von Karl IV. in Kaiserwürde und Wenzel IV. mit der Krone des römischen Königs. In der folgenden Etage findet man ein Schild mit Adler sowie einen (nicht heraldischen) Löwen. Den oberen Abschluss der Fassade bilden Statuen der böhmischen Nationalheiligen Adalbert und Siegmund.
Der Turm kann bestiegen und in einer Aussichtsetage begangen werden. Häufig unterhält ein historisch gewandeter Trompeter von dort oben die Touristen.
In den Türmen und in der Tordurchfahrt schmücken Gemälde die Wände und Decken, die Ende des 19. Jahrhunderts in ihrer ursprünglichen gotischen Fassung wiederhergestellt wurden. Das Netzgewölbe des Tordurchgangs ist mit einem als stilisierte Wenzelskrone gestalteten Schlusssteins versehen.
Die Arbeiten an diesem Turm werden Peter Parler zugeschrieben.
Der Schmuck an der Westfassade des Turms wurde 1648 bei der schwedischen Belagerung von Prag durch Beschießung schwer beschädigt und daraufhin entfernt. Der Turm diente auch als Politikum: Zwölf Köpfe der 27 hingerichteten Teilnehmern des Aufstandes von 1618 gegen die Habsburger wurden zehn Jahre lang (1621–1631) zur Abschreckung an Stangen aufgesteckt. Eine 1650 angebrachte Gedenktafel erinnert an die Verteidiger gegen die schwedische Belagerung von 1648.

### Kleinseitner Brückentürme

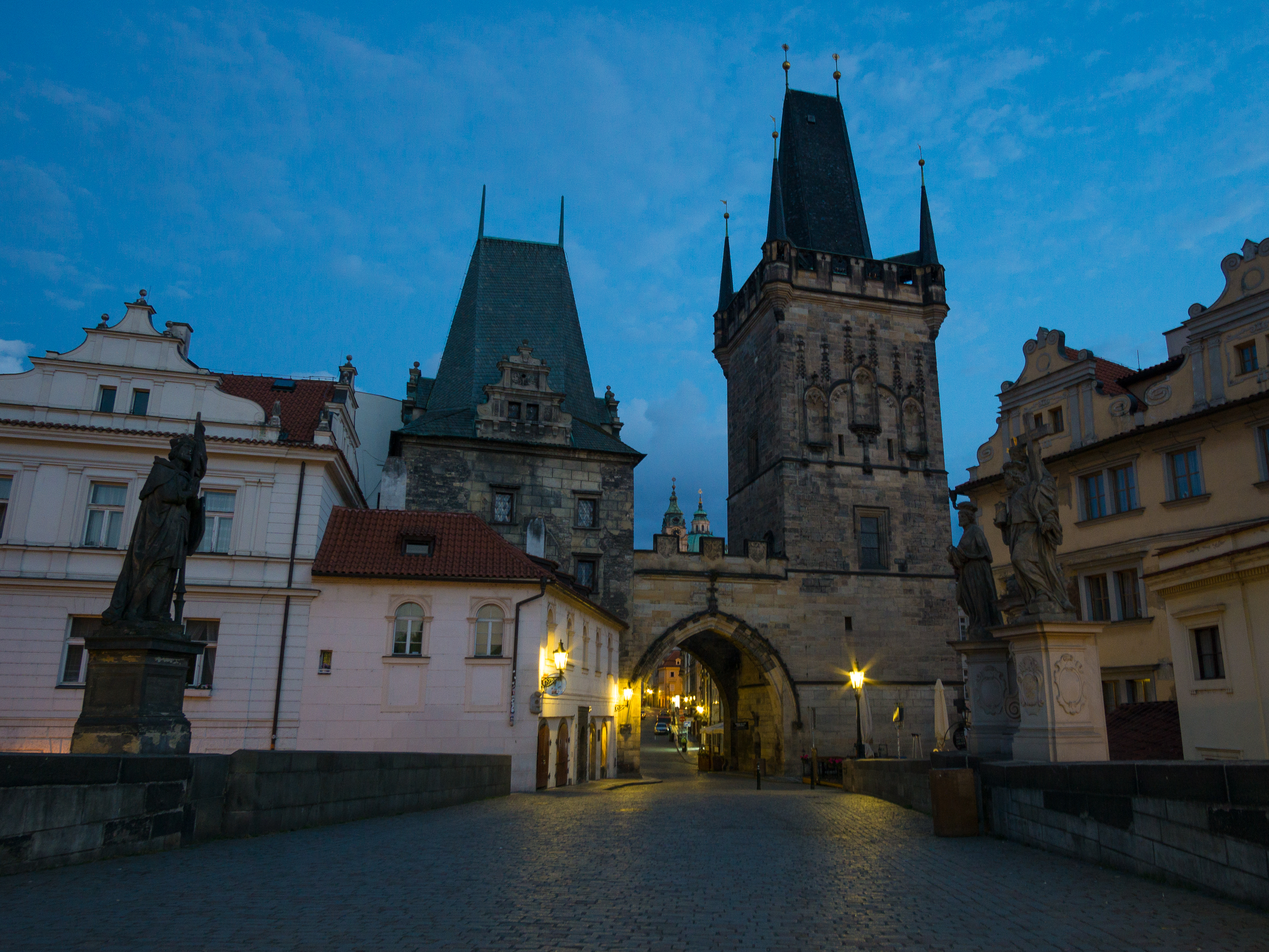
Brückentürme auf der Kleinseite

Der niedrigere der beiden Türme ist der leicht modifizierte unversehrte Turm der Judithbrücke. Er ist im romanischen Stil auf rechteckigem Grundriss errichtet. Erhaltene Ausschmückungen aus dieser Zeit sind Reste von Sgraffito, Fenster, Giebel und das Dach. Im Jahr 1591 wurde er im Renaissancestil umgebaut.
1464 wurde im Auftrag König Georgs von Podiebrad, wahrscheinlich an Stelle eines älteren romanischen Turms, der höhere der Kleinseitner Brückenturm errichtet. Die Gestaltung lehnte sich an den  Altstädter Brückenturm an. Die Kleinseitner Türme wurden im 15. Jahrhundert mit einem zinnenbesetzten Torbogen verbunden.